# Longde Lu
Longde Lu (chiń. 隆德路站) – stacja metra w Szanghaju, na linii 11. Zlokalizowana jest pomiędzy stacjami Jiangsu Lu oraz Caoyang Lu. Została otwarta 31 grudnia 2009.